# 木瓜红
木瓜红（学名：Rehderodendron macrocarpum），为安息香科木瓜红属下的一个种。該物種主要分佈於四川（马边、峨眉、峨边）、云南（金平、文山、彝良）和广西（凌云）海拔1000-1500米是的密林中。

## 扩展阅读
維基物種上的相關：木瓜红